# Ottobrunner Konzerte
Ottobrunner Konzerte ist eine Konzertreihe, die von den künstlerischen Leitern, dem Jazz-Pianisten Cornelius Claudio Kreusch und dem Klassik-Gitarristen Johannes Tonio Kreusch in Zusammenarbeit mit dem Wolf-Ferrari-Haus und der Gemeinde Ottobrunn gegründet wurde.

## Geschichte
Das erste Konzert fand am 7. Juli 2007 im Festsaal des Wolf-Ferrari-Hauses statt. Seitdem traten unter anderem das Los Angeles Guitar Quartet, das Hilliard Ensemble, Klaus Doldinger, Ralph Towner, Joachim Kühn, Hanna Schygulla, Eliot Fisk, Alvaro Pieri, Anna Gourari, Tulio Peramo, Badi Assad, Manuel Barrueco, Bassiona Amorosa, Canizares y Grupo, Rafael Cortez, Johannes Tonio Kreusch, Will Calhoun, Anthony Cox, Laszlo Gardony, The Berklee Allstars und der Mitbegründer Cornelius Claudio Kreusch auf. 2012 war erstmals die Berklee College of Music aus Boston zu Gast bei den Ottobrunner Konzerten und gab Konzerte und internationale Auditions. Für jedes Konzert wird ein eigenes Bühnenbild vom Wolf-Ferrari-Haus entworfen, deren Requisiten zu einem musikalischen Skulpturenpark in Ottobrunn wachsen sollen.